# OpenCart
OpenCart — система керування вмістом з відкритим кодом,  призначена для створення інтернет-магазинів. Розповсюджується за ліцензією GNU General Public License. 
OpenCart може бути встановлено на будь-який вебсервер. Навколо OpenCart сформувалася велика спільнота (понад 46000 учасників), завдяки якій створено понад 8500 безкоштовних розширень у вигляді додаткових модулів.
Найвагомішими перевагами OpenCart над системами Magento, Virtuemart і osCommerce є сучасна MVC-архітектура, підвищена швидкість роботи, багатофункціональна адміністративна панель управління контентом та менше споживання серверних ресурсів.
OpenCart добре зарекомендував себе в комерційному секторі як надійна і недорога в обслуговуванні система електронної торгівлі, з підтримкою розрахунку всіма найвідомішими системами електронної оплати.

## Основні можливості
Технічні переваги
- Підтримка PHP 5.x і MySQL 4.x, 5.x
- Код відповідає основним принципам шаблону Model-View-Controller, який дозволяє проводити роботи різної складності незалежно одна від одної
- Порівняно з конкурентами (Magento, Virtuemart, osCommerce) має кращі показники швидкості і несе менше навантаження на сервер
- Підтримка багатьох сучасних браузерів.
- Вбудована багатомовність. Доступна українська мова[3]
- Необмежена кількість категорій і товарів
- Підтримка шаблонів, модулів і доповнень

Адміністрування / База
- Підтримка одного і більше магазинів
- Необмежена кількість продуктів і категорій
- Підтримка фізичних і віртуальних (з можливістю завантаження) товарів
- Легкість резервного копіювання і відновлення бази даних
- Статистика товарів, замовлень і продажів
- Багатомовність
- Підтримка різних валют та їхніх курсів

Клієнтська частина
- Реєстрація покупців
- Усі замовлення зберігаються в базі даних для ефективного пошуку історії покупок
- Клієнти можуть переглядати історію і статус своїх замовлень
- Тимчасовий кошик для гостей і постійний для зареєстрованих клієнтів
- Швидкий і зручний інструмент пошуку
- Підтримка SSL (Secure Sockets Layer)
- Зручна навігація по сайту
- Клієнт може мати декілька адрес доставки в персональній адресній книзі

Система оплати і доставки
- Підтримка багатьох типів платежів (чеки, платіжні доручення)
- Підтримка багатьох платіжних систем за допомогою модулів (2CheckOut, PayPal, Authorize.Net, iPayment, LiqPay)
- Налаштування методів оплати для різних регіонів
- Розрахунок вартості доставки на базі ваги і ціни товару та зони доставки
- Безліч модулів розрахунку вартості доставки
- Розрахунок податків з урахуванням регіону

Перелік функціоналу постійно розвивається.
Варто звернути увагу
- Шаблонізація на базі PHP (у релізах нижче 3.0.0.0) та Twig (починаючи з релізу 3.0.0.0)
- Не оптимізована робота SEO
- Швидкі темпи розвитку версій, що потребує частого оновлення ядра